# Subida al Naranco 2009
La Subida al Naranco 2009, quarantatreesima edizione della corsa, valida come evento del circuito UCI Europe Tour 2009 categoria 1.1, fu disputata il 3 maggio 2009 per un percorso totale di 149 km. Fu vinta dal francese Romain Sicard con il tempo di 3h56'27" alla media di 37,81 km/h.
Furono 55 i ciclisti che portarono a termine il percorso.

## Ordine d'arrivo (Top 10)
| Pos. | Corridore          | Squadra      | Tempo    |
| ---- | ------------------ | ------------ | -------- |
| 1    | Romain Sicard      | Orbea        | 3h56'27" |
| 2    | Nuno Ribeiro       | Liberty Seg. | a 26"    |
| 3    | David López García | C. d'Epargne | a 37"    |
| 4    | Samuel Sánchez     | Euskaltel    | a 39"    |
| 5    | Héctor Guerra      | LSE          | a 40"    |
| 6    | David Arroyo       | C. d'Epargne | a 43"    |
| 7    | Daniel Moreno      | C. d'Epargne | a 45"    |
| 8    | Ángel Vicioso      | Andalucía    | a 50"    |
| 9    | Jaume Rovira       | Andorra      | a 52"    |
| 10   | Branislaŭ Samojlaŭ | Amica Chips  | a 1'00"  |